# Liste von VoIP-Software
Voice-over-IP-Software (kurz VoIP-Software) wird dazu benutzt, Telefongespräche über das Internet zu führen. VoIP-Gespräche sind oftmals günstiger als konventionelle Telefongespräche. Weil Gespräche über das Internet leicht abgehört werden können, verwenden einige Anbieter eine Verschlüsselung.

## VoIP-Clients
| Programm                         | Plattform                                                    | Lizenz                                  | Kompatible Protokolle        | Verschlüsselung                                            | SIP-Konten pro Profil | Video                  | Andere Funktionen |
| -------------------------------- | ------------------------------------------------------------ | --------------------------------------- | ---------------------------- | ---------------------------------------------------------- | --------------------- | ---------------------- | --- |
| Brosix                           | Windows, Mac, Linux, Android, iOS, Webclient                 | Freeware: geschlossen, proprietär       |                              | AES                                                        |                       | Ja                     | Sofortnachrichten, Dateiübertragung, Voicemail, Telefonkonferenz                                                                                |
| Cisco IP Communicator            | Windows                                                      | geschlossen, proprietär                 | SCCP (Skinny) / TFTP         |                                                            |                       | –                      | |
| Coccinella                       | Windows, macOS, FreeBSD, Linux                               | GPL freie Software                      | XMPP, IAX                    | Unterstützt TLS/SSL und SASL                               |                       | –                      | Dateiübertragung |
| CounterPath X-Lite               | Windows, Mac, Linux                                          | Freeware                                | SIP, STUN, ICE               |                                                            | 1                     | Ja (nicht unter Linux) | Sofortnachrichten, Konferenzen (nicht unter Linux)                                                                                              |
| Discord                          | Mac OS X, Windows, Android, iOS, Linux                       | Freeware: geschlossen, proprietär       |                              |                                                            |                       | Ja                     | u. a. „Server“ mit Kanälen |
| Ekiga                            | Windows, Linux (POSIX)                                       | GPL freie Software                      | SIP, H.323, STUN             |                                                            |                       | Ja                     | Sofortnachrichten |
| Express Talk                     | Windows, OS X, Windows Pocket PC, Windows Mobile             | Freeware-Version & lizenzierte Version  | SIP                          |                                                            |                       | –                      | 6 Leitungen, Mehrfachkonten, Konferenzen, Dateiübertragungen, Aufnahme, push-to-talk                                                            |
| Gizmo5                           | Windows, OS X                                                | Freeware                                | SIP, XMPP                    | SRTP                                                       |                       | –                      | Aufnahmen, Voicemail, XMPP-Sofortnachrichten, Gizmo5 zu Telefon, Telefon zu Gizmo5, Yahoo! Messenger-, Google Talk-, Windows Live-Unterstützung |
| GOnnect                          | Linux (Flatpak)                                              | GPL freie Software                      | SIP, STUN, LDAP              | TLS, SRTP                                                  | 1                     | Ja                     | Jitsi-Upgrade, Headset-Unterstützung, Dark-Mode, IPv6                                                                                           |
| Google Talk                      | Windows                                                      | Freeware (libjingle ist freie Software) | XMPP                         |                                                            |                       | –                      | Sofortnachrichten, Dateiübertragung, Voicemail, E-Mail via „GMail Integration“                                                                  |
| ICQ                              | Windows, Mac OS, Linux                                       | Adware                                  |                              |                                                            |                       | Ja                     | Sofortnachrichten, Videoanrufe, Dateiversand, Bildversand, Sticker                                                                              |
| iChat                            | OS X                                                         | geschlossen, proprietär                 | SIP AIM ICQ H263 H.264 XMPP  | Verschlüsselung über den kostenpflichtigen Dienst MobileMe |                       | Ja                     | integriert |
| is-phone                         | Windows                                                      | Trial / Proprietär                      | SIP                          |                                                            |                       | –                      | Integriert in IBM Lotus Notes und IBM Lotus Sametime                                                                                            |
| Jabbin                           | Windows, Linux                                               | GPLfreie Software                       | Jingle, XMPP                 | SSL                                                        |                       | –                      | Sofortnachrichten, Dateiübertragung, Google Talk-Unterstützung                                                                                  |
| Jitsi (ehemals SIP Communicator) | Windows (mit Java), Linux, Mac OS                            | Apache freie Software                   | SIP/SIMPLE, XMPP             | TLS, SRTP, ZRTP, AES, OTR                                  |                       | Ja                     | Sofortnachrichten, Remote-Desktop, Weiterleitung von Anrufen, IPv6, Google Talk, Andere Messenger                                               |
| KPhone                           | Linux (KDE)                                                  | GPL freie Software                      | SIP, STUN, NAPTR/SRV         | SRTP                                                       |                       | Ja                     | Sofortnachrichten SIP-Protokoll nicht vollständig unterstützt                                                                                   |
| Linphone                         | Windows, Linux, macOS (über MacPorts), iOS                   | GPL freie Software                      | SIP                          |                                                            |                       | Ja                     | Sofortnachrichten, IPv6 SIP-Protokoll nicht vollständig unterstützt                                                                             |
| HCL Sametime                     | Windows, Linux, Mac OS X                                     | geschlossen, proprietär                 | SIP, SIMPLE, T.120 und H.323 |                                                            |                       | –                      | |
| Mumble                           | Windows, OS X, Linux, iOS                                    | GNU GPL, BSD-Lizenz                     | Eigenes Protokoll            | AES-256 (Steuerkanal) / AES-128 (Sprachkanal)              |                       | Nein                   | Konferenzen(Kanäle), Flüstern, Rechteverwaltung                                                                                                 |
| Phoner und PhonerLite            | Windows                                                      | Freeware                                | SIP, STUN, SRV               | TLS, SRTP, ZRTP                                            | 1                     | –                      | Aufnahme, Voicemail |
| QuteCom (ehemals WengoPhone)     | Windows, macOS, Linux, Windows Mobile                        | GPL freie Software                      | SIP                          |                                                            |                       | Ja                     | Sofortnachrichten (Yahoo!, MSN, XMPP, Google Talk), Voicemail, QuteCom-zu-Telefon                                                               |
| Skype                            | Windows, macOS, Linux, iOS, Android, Symbian, Windows Mobile | Adware, proprietär                      | Eigenes P2P-Protokoll        | unbekannte Verschlüsselung (AES bei 256 Bit)               | 1                     | Ja                     | Dateiübertragung, Voicemail, SkypeOut |
| TeamSpeak                        | Windows, OS X, Linux, iOS, FreeBSD, Android                  | proprietär                              |                              |                                                            |                       | Nein                   | Konferenzen |
| Twinkle                          | Linux                                                        | GPL freie Software                      | SIP                          | SRTP, ZRTP                                                 |                       | –                      | SIP-Protokoll vollständig unterstützt |
| Windows Live Messenger           | Windows                                                      | Freeware                                | SIP, RTP, eigenes Protokoll  |                                                            |                       | Ja                     | Sofortnachrichten, PC-zu-Telefon |
| Yahoo Messenger                  | Windows, macOS, (Linux/FreeBSD-Version nicht VoIP-fähig)     | Freeware                                | SIP (TLS) & RTP (Medien)     |                                                            |                       | Ja                     | Dateiübertragung, PC-zu-Telefon, Telefon-zu-PC                                                                                                  |
| Zfone (ehemals PGPfone)          | Windows, OS X, Linux                                         | Lesbarer Quelltext, proprietär Lizenz   | SIP & RTP                    | SRTP, ZRTP                                                 |                       | –                      | |
| RetroShare                       | Windows, OS X, Linux, FreeBSD                                | GNU freie Software                      | Eigenes P2P-Protokoll        | OpenSSL 1.0.0l                                             | Unendlich             | Nein                   | Gruppen/Chat, Instant Messaging, E-Mail, Newsgroups, Anonymes/-Filesharing, Darknet, Streaming                                                  |
| ZoiPer PRO                       | Windows, macOS, Linux, iOS und Android                       | proprietär                              | SIP & IAX                    | SRTP                                                       | Unendlich             | Ja                     | |

## Serverbasierte Lösungen
| Programm | Lizenz      | Kompatible Protokolle | Verschlüsselung | Andere Funktionen                      |
| -------- | ----------- | --------------------- | --------------- | -------------------------------------- |
| Jajah    | geschlossen |                       |                 | Verbindet zwei konventionelle Telefone |

## Für Mobiltelefone
| Programm      | Plattform                                                | Lizenz                  | Kompatible Protokolle | Verschlüsselung   | Andere Funktionen                          |
| ------------- | -------------------------------------------------------- | ----------------------- | --------------------- | ----------------- | ------------------------------------------ |
| Signal        | Android, iOS                                             | Open Source (GPLv3)     |                       | ja (Ende-zu-Ende) | Verschlüsselte Textnachrichten und Anhänge |
| Viber         | Windows Phone, Symbian S60/S40, iOS, Android, Blackberry | geschlossen, proprietär |                       |                   |                                            |
| forfone       | iOS, Android, Windows Phone, Nokia OS, Blackberry        | geschlossen, proprietär |                       |                   |                                            |
| FRITZ!App Fon | Android, iOS                                             | Freeware                | SIP inkl. G.722       |                   |                                            |
| Upptalk       | Android, iOS, Windows Phone, Windows 10 Mobile           | proprietär              |                       |                   |                                            |
| Linphone      | Android, iOS                                             | Open Source GPL         | SIP                   |                   |                                            |

## Frameworks und Bibliotheken
| Programm          | Plattform                                      | Lizenz             | Kompatible Protokolle            | Verschlüsselung | Andere Funktionen |
| ----------------- | ---------------------------------------------- | ------------------ | -------------------------------- | --------------- | ----------------- |
| OpenH323 und OPAL | Windows, macOS, Linux, Windows Mobile, VxWorks | MPL freie Software | H.323, SIP, IAX, RTP, SRTP, STUN |                 |                   |

## Server-Software
| Programm                          | Plattform                | Lizenz                          | Kompatible Protokolle | Verschlüsselung | Andere Funktionen                                  |
| --------------------------------- | ------------------------ | ------------------------------- | --------------------- | --------------- | -------------------------------------------------- |
|                                   |                          |                                 |                       |                 |                                                    |
| Asterisk                          | macOS, Linux, BSD        | GPL freie Software / proprietär | SIP, H.323, IAX       |                 |                                                    |
| Kamailio/OpenSIPS ehemals OpenSER | Linux und Unix-Varianten | GNU GPL                         | SIP                   |                 | Vermittlungsstelle für VoIP-Telefonie (SIP Router) |
| SER                               | Linux und Unix-Varianten | GNU GPL                         | SIP                   |                 | Vermittlungsstelle für VoIP-Telefonie (SIP Router) |